# Theo West

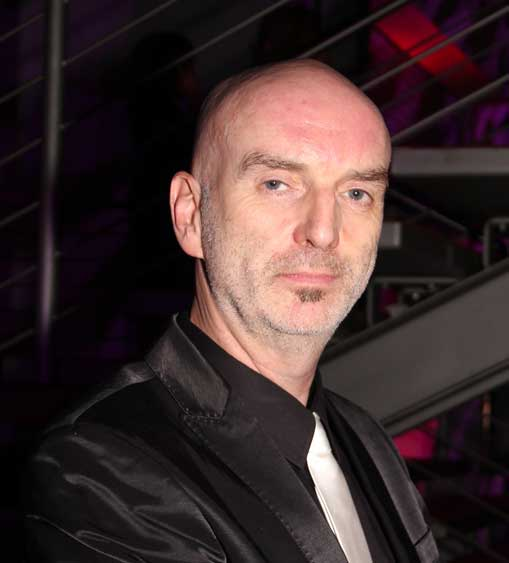
Theo West beim Deutschen Fernsehpreis 2012

Theo West (* 1. Februar 1968 in Witten als Christoph Machert) ist ein deutscher Unterhaltungskünstler und Reporter.
Er studierte am Institut für Journalistik der Technischen Universität Dortmund.
Seine Karriere beim Fernsehen begann mit einem zweiminütigen Sketch, als er vom Dortmunder Kabelpilotprojekt vermittelt wurde. Er moderierte die erste Sendung des Offenen Kanals Dortmund, um in einer Live-Sendung des WDR einen Sketch zu spielen. Seitdem ist er für zahlreiche TV-Produktionen als Außenreporter unterwegs.
Anfang der 1990er-Jahre bekam er seine eigene kleine regelmäßige Sendung Theo auf Touren im nordrhein-westfälischen Regionalprogramm von RTL. Bekannt geworden ist er von 1992 bis 1999 in der Besetzung der RTL-Verbrauchershow Wie bitte?!, in der er als „Postman“ und „MahnMan“ unterwegs war. Weitere Beispiele als Außenreporter sind Produktionen wie Veronas Welt, big diet, Voll witzig, Planet Comedy und Star Weekend. 
Am 26. April 2009 war er in der VOX-Sendung Das perfekte Dinner und am 22. August 2010 in der Sendung Promi Kocharena zu sehen. Für den Fernsehkanal ZDFneo hat er 2010 und 2011 zusammen mit Maite Kelly in einer Dokutainment-Reihe über den Etikettenschwindel bei Nahrungsmitteln mit dem Titel Da wird mir übel gearbeitet. Für diese Sendung wurden er und Kelly 2012 mit dem UmweltMedienpreis ausgezeichnet.